# 4SC
Die 4SC AG ist ein deutsches Biotechnologieunternehmen. Die seit Dezember 2005 im Prime Standard an der Frankfurter Börse gehandelte Gesellschaft hat ihren Firmensitz in Planegg-Martinsried bei München. Die 4SC AG erforscht und entwickelt zielgerichtet wirkende Therapien (Targeted Therapies) zur Behandlung von Krebs.

## Unternehmen
Die 4SC AG wurde 1997 gegründet. Mitgründer Ulrich Dauer trat Ende März 2013 von seinem Amt als Vorstandsvorsitzender zurück, das er seit 2000 ausgeübt hatte. Zu seinem Nachfolger wurde Enno Spillner ernannt, der seit 2005 als Finanzvorstand im Unternehmen war.
Im Juli 2015 führte 4SC AG eine Kapitalerhöhung durch und erzielte dabei einen Finanzierungserlös in Höhe von 29 Mio. Euro. Mit dem Erlös strebte das Unternehmen klinische Studie mit dem Wirkstoff Resminostat in der Tumorindikation des kutanen T-Zell-Lymphoms (CTCL) an.
Als Gründungsmitglied verließ Daniel Vitt den Vorstand des Unternehmens im Dezember 2016.

### Vorstand
- Jason Loveridge (CEO), Kathleen Masch-Wiest (COO).[6]

### Aufsichtsrat
Clemens Doppler (Vorsitzender), Manfred Rüdiger (Stellvertreter), Irina Antonijevic, Helmut Jeggle, Helga Rübsamen-Schaeff.

### Produktpipeline
Das am weitesten fortgeschrittene Produkt ist Resminostat (4SC-201), ein Histon-Deacetylase(HDAC)-Inhibitor zur Therapie von Krebserkrankungen. Resminostat wird bzw. wurde bislang von 4SC und seinem japanischen Partnerunternehmen Yakult Honsha in den Indikationen Leberkrebs, Hodgkin-Lymphom, Darmkrebs und Nichtkleinzelliger Lungenkrebs entwickelt.
Der epigenetische Krebswirkstoff 4SC-202 wurde in einer Studie bei Patienten mit Blutkrebs entwickelt. Der Wirkstoff 4SC-205 wurde in einer klinischen Studie bei Krebspatienten mit soliden Tumoren erprobt.

### Aktionärsstruktur
- Santo Holding 48,4 % (s. a. Literaturempfehlung)
- ATS Beteiligungsverwaltung 21,9 %
- Andere 29,7 %

Der Streubesitz lag laut Unternehmensangaben im Jahr 2022 bei 29,7 %.